# 孤独 (ジョン・レノンの曲)
「孤独」(Isolation) は、ジョン・レノンの楽曲。1970年発表のアルバム『ジョンの魂』に収録されている。

## 概要
この時期のレノンは、ビートルズの解散問題、妻オノ・ヨーコと共に直面していた攻撃、そして薬物の大量使用によってもたらされた深刻な不安と自信喪失によって、活動に幻滅を感じつつあったという。
この曲では、レノンとヨーコが成功者のように見えるが、実際は他人と同様に孤独な感情を抱いているという感情を暴露した歌詞が印象的で、歌詞の一部はバレット・ストロングの楽曲の一つである『オー・アポロジャイズ』から引用しているとのこと。
音楽学者のウィルフリッド・メラーズは本曲を「黒人によるピアノ・ブルースの英国化版」と表現している。
楽曲はレノンのボーカルとレノンが演奏しているピアノが印象的であるが、後半になるにつれて、こちらもレノンが演奏するオルガンの音色も加わる。また、曲中ではレノンがピアノのダンパーペダルを踏む音が確認できる。

## クレジット
- ジョン・レノン - ボーカル、ピアノ、オルガン
- リンゴ・スター - ドラムス
- クラウス・フォアマン - ベース

## カバー・バージョン
- ジェフ・ベックとジョニー・デップ - 2022年の共作アルバム『18』に収録。
- ハリー・ニルソン - 1971年のコンピレーション・アルバム『ニルソンの詩と青春（原題:Aerial Pandemonium Ballet ）』の2007年の再発盤にボーナス・トラックとして収録された[4]。
- ジョー・コッカー - 1987年のアルバム『Unchain My Heart』に収録。
- マーキュリー・レヴ - 2002年のアルバム『Instant Karma 2002 (A Tribute To John Lennon) 』に収録[5]。
- アン・ウィルソン - 2007年のアルバム『Hope & Glory』に収録。